# Kefalos
Kefalos er en græsk by på den vestlige del af øen Kos beliggende på et bjerg i nærheden af havet. Ved havet ligger byen Kefalos-Kamari.